# Kruszyna (gromada w powiecie radomszczańskim)
Kruszyna – dawna gromada, czyli najmniejsza jednostka podziału terytorialnego Polskiej Rzeczypospolitej Ludowej w latach 1954–1972.
Gromady, z gromadzkimi radami narodowymi (GRN) jako organami władzy najniższego stopnia na wsi, funkcjonowały od reformy reorganizującej administrację wiejską przeprowadzonej jesienią 1954 do momentu ich zniesienia z dniem 1 stycznia 1973, tym samym wypierając organizację gminną w latach 1954–1972.
Gromadę Kruszyna siedzibą GRN w Kruszynie utworzono – jako jedną z 8759 gromad na obszarze Polski – w powiecie radomszczańskim w woj. łódzkim, na mocy uchwały nr 36/54 WRN w Łodzi z dnia 4 października 1954. W skład jednostki weszły obszary dotychczasowych gromad Kruszyna, Baby, Bogusławice, Jacków i Wikłów ze zniesionej gminy Kruszyna w tymże powiecie. Dla gromady ustalono 27 członków gromadzkiej rady narodowej.
1 stycznia 1958 do gromady Kruszyna przyłączono wieś Łęg i wieś Kijów ze zniesionej gromady Łęg.
Gromada przetrwała do końca 1972 roku, czyli do kolejnej reformy gminnej. 1 stycznia 1973 w powiecie radomszczańskim reaktywowano gminę Kruszyna (od 1999 gmina znajduje się w powiecie częstochowskim w woj. śląskim).